# 菅原さくら
菅原 さくら（すがわら さくら、1987年1月16日 - ）は、日本の女優。
滋賀県出身。血液型はO型。身長は163cm、体重は46kg。B87・W59・H84。
かつて劇団ひまわりに所属していた。

## 作品

### テレビドラマ
- 浪花少年探偵団（NHK） - 上原美奈子 役
- ドレミソラ（MBS） - 宮本芳香 役
- ショコラ（MBS）
- 17才夏。（ABC） - ヒロ 役

### バラエティ
- 七人の刑事が謎を解く・実在した、ミステリー（NTV）
- ガラスの地球を救え（ABC）
- SMAP×SMAP マジシャン・セロ
- ウタワラ 女ののど自慢　クワバタオハラ編 - オハラ役

### 映画
- 恋は五・七・五!

### 教育映画
- お母さん、ぼく泣かへんで - 岡林純子 役
- バーズデイ・プレゼント

### テレビCM
- ペイントハウス
- 桐灰プリポカ
- YAMAHA ドラムセット

### ラジオ
- NHKオーディオドラマ「ラヂオ」（2000年8月21日 - 24日、NHK-FM）
- ロート製薬 R-CM
- ひかりレールスター R-CM
- サンテピュア R-CM
- 眼鏡の愛眼 R-CM
- au R-CM